# Satyrus
Satyrus är ett släkte av fjärilar. Satyrus ingår i familjen praktfjärilar.

## Bildgalleri

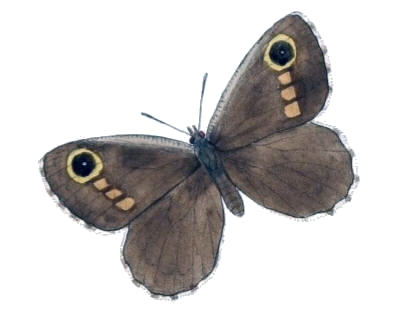

## Dottertaxa tillSatyrus, i alfabetisk ordning[1]
- Satyrus abramovi
- Satyrus acamanthis
- Satyrus actaea
- Satyrus actaeina
- Satyrus agave
- Satyrus agda
- Satyrus agota
- Satyrus aigoualensis
- Satyrus aksuensis
- Satyrus alaica
- Satyrus albanica
- Satyrus albofasciata
- Satyrus alitchura
- Satyrus allionii
- Satyrus alpherakyi
- Satyrus alpina
- Satyrus altaica
- Satyrus altaicus
- Satyrus amalthea
- Satyrus amasina
- Satyrus amida
- Satyrus ampla
- Satyrus amurensis
- Satyrus analoga
- Satyrus andromorpha
- Satyrus angrena
- Satyrus anthe
- Satyrus anthelea
- Satyrus arasana
- Satyrus armandi
- Satyrus armena
- Satyrus armilla
- Satyrus arpensis
- Satyrus asahidakeana
- Satyrus asiatica
- Satyrus asperomontana
- Satyrus astoria
- Satyrus astraea
- Satyrus athene
- Satyrus atlantea
- Satyrus atlantica
- Satyrus atlantis
- Satyrus atuntsensis
- Satyrus aulieatana
- Satyrus aurata
- Satyrus avatara
- Satyrus baldiva
- Satyrus balmes
- Satyrus balti
- Satyrus baltorensis
- Satyrus bataia
- Satyrus bellorum
- Satyrus beroe
- Satyrus bertrami
- Satyrus bianor
- Satyrus bicoeca
- Satyrus bicolor
- Satyrus biocellata
- Satyrus bipunctans
- Satyrus bipunctata
- Satyrus bipupillata
- Satyrus bischoffii
- Satyrus blomi
- Satyrus boloricus
- Satyrus brahminoides
- Satyrus brahminus
- Satyrus briseis
- Satyrus brunnickii
- Satyrus bryce
- Satyrus bucica
- Satyrus buddha
- Satyrus burnettii
- Satyrus bustilloi
- Satyrus cadesia
- Satyrus caeca
- Satyrus cajaca
- Satyrus calabra
- Satyrus caliginosa
- Satyrus carsicola
- Satyrus castiliana
- Satyrus cataca
- Satyrus celtibera
- Satyrus centralis
- Satyrus chekiangensis
- Satyrus chitralica
- Satyrus chosensis
- Satyrus chumbica
- Satyrus circe
- Satyrus cleoalis
- Satyrus coeca
- Satyrus coeculus
- Satyrus colini
- Satyrus conradti
- Satyrus conspicua
- Satyrus conspicuella
- Satyrus contraria
- Satyrus cordula
- Satyrus cordulina
- Satyrus cretus
- Satyrus daedale
- Satyrus dargaga
- Satyrus darwasica
- Satyrus decolorata
- Satyrus decorata
- Satyrus defecta
- Satyrus dehradunensis
- Satyrus dejeani
- Satyrus deminuta
- Satyrus demophile
- Satyrus digna
- Satyrus dissoluta
- Satyrus divnogorski
- Satyrus dokwana
- Satyrus dorion
- Satyrus dryas
- Satyrus drymeia
- Satyrus dubia
- Satyrus dublitzkyi
- Satyrus durana
- Satyrus dörriesi
- Satyrus eburnea
- Satyrus eginus
- Satyrus elisa
- Satyrus ellenae
- Satyrus emilianus
- Satyrus enervata
- Satyrus engramelleae
- Satyrus ershovi
- Satyrus erubescens
- Satyrus espanoli
- Satyrus espunae
- Satyrus espunaensis
- Satyrus euxina
- Satyrus excedens
- Satyrus exoculata
- Satyrus expressa
- Satyrus extensa
- Satyrus favonia
- Satyrus fergana
- Satyrus ferula
- Satyrus ferulaeformis
- Satyrus forsteri
- Satyrus fulva
- Satyrus fulvornata
- Satyrus fumigatus
- Satyrus fumosa
- Satyrus gabalaeca
- Satyrus ganssuensis
- Satyrus garuna
- Satyrus gavina
- Satyrus gemina
- Satyrus gigantea
- Satyrus gilgitica
- Satyrus graellsi
- Satyrus grandis
- Satyrus gregorii
- Satyrus grumi
- Satyrus gultschensis
- Satyrus guriensis
- Satyrus gynomorpha
- Satyrus haarlovi
- Satyrus hadjina
- Satyrus hamadryas
- Satyrus hanifa
- Satyrus haslundi
- Satyrus hegesander
- Satyrus heidenreichii
- Satyrus herminia
- Satyrus heydenreichi
- Satyrus hippodice
- Satyrus hippolyte
- Satyrus hippolytus
- Satyrus hispanica
- Satyrus hissariensis
- Satyrus hodja
- Satyrus hoffmanni
- Satyrus holbecki
- Satyrus holiki
- Satyrus honei
- Satyrus hunza
- Satyrus hübneri
- Satyrus hyperleuca
- Satyrus hyrcana
- Satyrus ibarrae
- Satyrus iberica
- Satyrus illecebra
- Satyrus illustris
- Satyrus infralbovittata
- Satyrus inframilada
- Satyrus infrauniformis
- Satyrus interjecta
- Satyrus intermedia
- Satyrus iole
- Satyrus iranica
- Satyrus iskander
- Satyrus italica
- Satyrus jakobsoni
- Satyrus janthe
- Satyrus janthemajor
- Satyrus jantheminor
- Satyrus japroa
- Satyrus josephi
- Satyrus juldussicus
- Satyrus julianus
- Satyrus kafir
- Satyrus karasigina
- Satyrus kasak
- Satyrus kasakstana
- Satyrus kaufmanni
- Satyrus kawara
- Satyrus kebira
- Satyrus kenteana
- Satyrus kirgizorum
- Satyrus korlana
- Satyrus kotandari
- Satyrus kotzschi
- Satyrus kullmanni
- Satyrus kurilensis
- Satyrus kurrama
- Satyrus lactaea
- Satyrus lama
- Satyrus larnacana
- Satyrus latefasciata
- Satyrus latiusalba
- Satyrus lativitta
- Satyrus leechi
- Satyrus leechii
- Satyrus levezica
- Satyrus liupiuschani
- Satyrus lobbichleri
- Satyrus loha
- Satyrus luxurians
- Satyrus lyrnessus
- Satyrus macrophthalma
- Satyrus macropterus
- Satyrus maga
- Satyrus magica
- Satyrus magna
- Satyrus maidana
- Satyrus major
- Satyrus makmal
- Satyrus maladettae
- Satyrus manchurica
- Satyrus maracandica
- Satyrus mariformis
- Satyrus maritima
- Satyrus maroccana
- Satyrus marucana
- Satyrus mattozi
- Satyrus maureri
- Satyrus megalomma
- Satyrus meknesensis
- Satyrus mercurius
- Satyrus meridionalis
- Satyrus merlina
- Satyrus merula
- Satyrus micromeridionalis
- Satyrus microrientalpium
- Satyrus mienshanicus
- Satyrus mihmana
- Satyrus milada
- Satyrus minuianus
- Satyrus minutianus
- Satyrus minutior
- Satyrus modesta
- Satyrus mohsenii
- Satyrus molykreia
- Satyrus monocellata
- Satyrus monoculus
- Satyrus monotona
- Satyrus montana
- Satyrus monteiroi
- Satyrus moorei
- Satyrus moorei-gilgitica
- Satyrus muntenica
- Satyrus mushketovi
- Satyrus nana
- Satyrus nankingensis
- Satyrus nanshanica
- Satyrus naryna
- Satyrus neustetteri
- Satyrus nevadensis
- Satyrus nigrocellata
- Satyrus nigrolimbatus
- Satyrus novellasi
- Satyrus obscurior
- Satyrus occidentalis
- Satyrus ocellatus
- Satyrus ochracea
- Satyrus ochrea
- Satyrus okumi
- Satyrus olga
- Satyrus orientalpium
- Satyrus origantii
- Satyrus ornata
- Satyrus orsiera
- Satyrus oshanini
- Satyrus oxidae
- Satyrus padma
- Satyrus palaearcticus
- Satyrus pallas
- Satyrus pallida
- Satyrus pamira
- Satyrus pannonia
- Satyrus pannonica
- Satyrus paraleuca
- Satyrus pardoi
- Satyrus parrai
- Satyrus parthica
- Satyrus parthicola
- Satyrus parvavivida
- Satyrus paupera
- Satyrus pauperoides
- Satyrus peas
- Satyrus peascarsicola
- Satyrus peimica
- Satyrus peimicameridionalis
- Satyrus penai
- Satyrus penastigma
- Satyrus penketia
- Satyrus pentastigma
- Satyrus perdigna
- Satyrus persephone
- Satyrus petrocoriensis
- Satyrus phaedra
- Satyrus pictonica
- Satyrus pimpla
- Satyrus pirata
- Satyrus pisidice
- Satyrus podarce
- Satyrus podarcina
- Satyrus poeas
- Satyrus pontica
- Satyrus posticealbopunctata
- Satyrus postpupillata
- Satyrus powelli
- Satyrus praestans
- Satyrus prieuri
- Satyrus prieurioides
- Satyrus proserpina
- Satyrus pumilus
- Satyrus pumilus-lama
- Satyrus punctata
- Satyrus pupillata
- Satyrus pygmaea
- Satyrus püngeleri
- Satyrus pyrenaeorum
- Satyrus quadripupillata
- Satyrus radipupillata
- Satyrus reducta
- Satyrus regeli
- Satyrus regulus
- Satyrus rhena
- Satyrus richthofeni
- Satyrus rickmersi
- Satyrus rileyi
- Satyrus rjabovi
- Satyrus roborovskyi
- Satyrus robusta
- Satyrus rohtanga
- Satyrus ruckbeili
- Satyrus safeda
- Satyrus saga
- Satyrus saraswati
- Satyrus sarita
- Satyrus sartha
- Satyrus schaeferi
- Satyrus schawerdae
- Satyrus scylla
- Satyrus septentrionalis
- Satyrus sergis
- Satyrus serva
- Satyrus shandura
- Satyrus shantungensis
- Satyrus sibirica
- Satyrus sichotensis
- Satyrus siedleckii
- Satyrus sieversi
- Satyrus sikkimensis
- Satyrus silenus
- Satyrus simillima
- Satyrus spiripontis
- Satyrus statilinus
- Satyrus staudingeri
- Satyrus stephensii
- Satyrus stheno
- Satyrus strandi
- Satyrus striata
- Satyrus styx
- Satyrus subcretus
- Satyrus subtusbiocellata
- Satyrus subtusbipupillata
- Satyrus subtusunipupillata
- Satyrus subtusvariegata
- Satyrus subtusviolacea
- Satyrus swaha
- Satyrus sybillina
- Satyrus syriaca
- Satyrus tadjika
- Satyrus taishanicus
- Satyrus tajik
- Satyrus talastauana
- Satyrus tancrei
- Satyrus tassilo
- Satyrus telephassa
- Satyrus teleuda
- Satyrus tellula
- Satyrus thawgawa
- Satyrus thelephassa
- Satyrus thibetana
- Satyrus thibetanus
- Satyrus tital
- Satyrus totacaeca
- Satyrus transiens
- Satyrus triocellata
- Satyrus tripunctata
- Satyrus tripupillata
- Satyrus tristriata
- Satyrus tshetverikovi
- Satyrus tsukadai
- Satyrus turanica
- Satyrus turatii
- Satyrus turkestana
- Satyrus turugensis
- Satyrus twomeyi
- Satyrus uhagonis
- Satyrus umbra
- Satyrus unicolor
- Satyrus uniocellata
- Satyrus unioculata
- Satyrus unipunctata
- Satyrus wakhilkhani
- Satyrus variabilis
- Satyrus variegata
- Satyrus watsoni
- Satyrus welkinsi
- Satyrus velleda
- Satyrus venefica
- Satyrus venusta
- Satyrus werang
- Satyrus verres
- Satyrus williamsi
- Satyrus violacea
- Satyrus virbius
- Satyrus vishnu
- Satyrus vivian
- Satyrus voigti
- Satyrus yunnanicus
- Satyrus zarathustra
- Satyrus zhicharevi
- Satyrus ziara